# Municipio de Tepetlixpa
El municipio de Tepetlixpa es uno de los 125 municipios que integran el Estado de México, México, y uno de los trece de la Region Amecameca situado al extremo sureste de la entidad, su cabecera es la villa de Tepetlixpa. En este municipio se encuentran además los pueblos de San Miguel Nepantla, lugar de nacimiento de Sor Juana Inés de la Cruz y de San Esteban Cuecuecuautitla. Se localiza en la Zona de los Volcanes.
Fue declarado Pueblo con Encanto por el Gobierno del Estado de México, en el mes de agosto de 2011.
Se encuentra a 70 kilómetros de la Ciudad de México sobre la carretera federal México-Cuautla, se reconoce como el lugar donde nació, en 1648, Sor Juana Inés de la Cruz, en San Miguel Nepantla, destaca que en este Pueblo con Encanto los dominicos construyeron en el siglo XVI un templo consagrado a San Esteban Protomártir, en el que se puede apreciar la vista dominante del paisaje que enmarca al guardián de estos rincones, el Popocatépetl. En 2018 fue declarado nuevamente Pueblo con Encanto. 

## Toponimia
El nombre del municipio de Tepetlixpa proviene de la palabra náhuatl "Tepetlixpan", que quiere decir "En la cara (ladera) o superficie del cerro", haciendo referencia al hecho de que sus pobladores, desde épocas antiguas, se establecieron en la parte más alta y pendientes del monte donde se encuentra actualmente la presidencia municipal.

## Fundación
1323 (13 caña) Los xochimilcas fundan Tepetlixpa. La población se encuentra en el cerro "Tepetl".

## Geografía
Tepetlixpa se encuentra en el extremo sureste del Estado de México, se le considera parte de la Región I, Amecameca. Sus límites territoriales son al este con el municipio de Ozumba y al noroeste con el municipio de Juchitepec, al sur y al oeste limita con el estado de Morelos en particular con el municipio de Atlatlahucan y el municipio de Totolapan. Su extensión territorial es de 46.68 kilómetros cuadrados.

### Orografía e hidrografía
Tepetlixpa se encuentra en el valle que se forma entre dos importantes serranías, por el oeste la Sierra de Chichinautzin y al este el sistema del Popocatépetl y el Iztaccíhuatl, su territorio se encuentra surcador por serranías de mediana altura, en las que destaca el Cerro La Mesa que alcanza los 2,500 m s. n. m.
El municipio carece de ríos permanentes de importancia, las principales corrientes son las que descienden por el deshielo desde el volcán Popocatépetl, pertenece íntegramente a la Región hidrológica Balsas.

## Historia
Fue en el siglo XII cuando según el cronista Chimalpahin el Tecpanecatl Teuhctli, Xochtzin fundó el pueblo de Tepetlixpan. Tal acontecimiento histórico sucedió en el año 1323 (el Año 13-Caña). Al margen de esta fecha, hay una mítica que señala que hacia el siglo VIII de nuestra era, se erigió el primitivo Tepetlixpa, pero tal dato no es concluyente según las investigaciones arqueológicas.
La población sin embargo pertenece de todo derecho a los antiguos pueblos originarios, pues fueron grupos xochimilcas que avanzaron sobre la cordillera del Ajusco con rumbo al Valle de Amilpas los que en efecto, fundaron a Tepetlixpa.
Durante el periodo prehispánico Tepetlixpa fue un pueblo sujeto del Altépetl de Chimalhuacán Xochimilco, que a su vez, era uno de los cuatro altepeme de la confederación chalca o Chalcáyotl. Hacia tiempos de la guerra emprendida por Motecuhzoma Ilhuicamina en 1465 contra la confederación chalca, Tepetlixpa quedó sujeto a los mexicas bajo una onerosa carga tributaria.
Por tales razones, cuando se llevó a cabo la conquista de México, Tepetlixpa junto con otros pueblos chalcas se puso del lado de los ejércitos españoles contra Tenochtitlán.
Para la época virreinal Tepetlixpa alcanzó la extensión de su casco urbano actual porque fue el sitio en el que fueron congregados, según Tomás Jalpa, hasta 18 pequeños pueblos de las cordilleras adyacentes. Para principios del siglo XVII ya se tienen registros de algunos barrios que al paso del tiempo han sido asimilados como parte del mismo pueblo, tal es el caso de Panchimalco o Xocotla y Granera. De los barrios antiguos, solo Cuecuecuautitla sobrevivió como una población independiente y es la razón por la cual desde tiempos virreinales ha estado dependiente de la cabecera de Tepetlixpa.
El crecimiento agrícola y comercial llevó a los de Tepetlixpa a que a finales del siglo XVII buscaran emanciparse de su pueblo cabecera, Chimalhuacán y conseguir mayores beneficios fiscales y en la tenencia de la tierra. La prosperidad agrícola y económica se puede observar en el interés directo que algunas familias terratenientes españolas tuvieron sobre Tepetlixpa. Tal es el caso de la familia Ramírez, familia de sor Juana, que mantuvieron constantes pleitos con los de Tepetlixpa por asuntos de tierras.
El siglo XIX fue complejo para Tepetlixpa y otras comunidades rurales. A raíz de un pleito legal que el pueblo emprendió contra la Iglesia de San Bernardo en la Ciudad de México en 1866, por la posesión de los montes de El Jardín, el pueblo comenzó a organizar una defensa legal más amplia que desembocó en el contexto nacional de la época, en que Tepetlixpa fuera erigido como ayuntamiento libre en el año de 1869.

### Clima y ecosistemas
Tepetlixpa registra dos tipos de climas, la mitad norte del municipio tiene un clima clasificado como Semifrío subhúmedo con lluvias en verano, mientras que la mitad sur registra un clima Templado - cálido subhúmedo con lluvias en verano; la temperatura media anual sigue exactamente el mismo patrón, registrándose en el sur de 20 a 22 °C y en el norte de 8 a 12 °C; la precipitación promedio anual del extremo sur del territorio es superior a los 1,500 mm, y en el resto del territorio es de 1,000 a 1,200 mm.
| Mapas geográficos de Tepetlixpa |        |
|                                 |        |
| Relieve e hidrología            | Climas |

## Demografía

Principales localidades

Según los resultados del Censo de Población y Vivienda 2020 realizado por el Instituto Nacional de Estadística y Geografía, la totalidad de la población del municipio de Tepetlixpa es de 20,500 habitantes, siendo estos 9,946 hombres y 10,554 mujeres; es por tanto el índice de población masculina de 48.5% y 51.5% el índice de población femenina. El 26.23% de la población tiene una edad inferior a 15 años, mientras que el 7.65% es mayor de 65 años, el 0.3% de la población son personas mayores de 12 años hablantes de alguna lengua indígena, finalmente,  17,582 personas son mayores de 5 años que saben leer y escribir.

### Localidades
El municipio de Tepetlixpa incluye un total de 24 localidades; éstas se agrupan en tres principales poblaciones, la cabecera municipal, y dos pueblos, aunque algunas rancherías y caseríos de muy pocos habitantes están aislados y dispersos. 
Contemplamos que al censo del año 2020 tienen 20,500 habitantes. 

## Política
El gobierno del municipio le corresponde al Ayuntamiento, que está conformado por el presidente municipal, un síndico procurador y un cabildo integrado por 10 regidores, el Ayuntamiento permanece en su cargo por un periodo de tres años no reelegibles para el periodo subsiguiente, pero si de manera no consecutiva, el periodo gubernamental inicia el día 18 de agosto del año de la elección. El municipio de Tepetlixpa fue creado en el año de 1869.

### Representación legislativa
Para la división territorial en distritos electorales donde son electos los diputados locales y federales, el municipio de Tepetlixpa se encuentra dividido de la siguiente manera:
Local:
- XXVIII Distrito Electoral Local del Estado de México con cabecera en el Municipio de Amecameca.[12]

Federal:
- XXXIII Distrito Electoral Federal del Estado de México con cabecera en el Municipio de Chalco.[13]